# Polnische Synagoge (Warschau)
Die Polnische Synagoge war die Synagoge der polnischsprachigen und assimilierten Warschauer Juden und die einzige Synagoge in Warschau, in der auf Polnisch statt auf Hebräisch der Gottesdienst gehalten wurde. Das Gebäude war die Synagoge des progressiven, reformierten und assimilierten polnischen Teils der jüdischen Warschauer Gemeinde.

## Geschichte
Nach dem Umzug der Warschauer Rabbinerschule im Jahr 1845 in ein neues Gebäude gründeten einige ihrer Schüler, die den auf Deutsch gehaltenen Predigten nicht beiwohnen wollten, eine eigene Gemeinde. Ihre Gottesdienste fanden mehrere Jahre lang in Privatwohnungen in der Nähe statt. Schließlich mieteten sie eine Zweizimmerwohnung in einem Nebengebäude, die dem Gründer Samuel Natanson (auch Seelig Natanson, Zelig Natanson, Nathansohn) (1795–1879) gehörte. Die Eröffnungsfeier fand am 10. März 1852 statt.
Sieben Jahre nach der Gründung der Polnischen Synagoge 1845 erwiesen sich deren Räumlichkeiten als zu klein. Der Ausschuss schloss deshalb eine Vereinbarung mit den Herren Muszkat und Rosen, den Eigentümern eines im Bau befindlichen neuen Hauses in der Nalewki-Straße und bot ihnen an, ein separates Gebäude als Synagoge nach einem vom Komitee vorzulegenden Plan zu errichten. Nach der Einigung unterzeichneten die Parteien einen zehnjährigen Mietvertrag sowie den Plan der Synagoge, der vom Bauherrn bestätigt wurde. Das Gebäude sollte 400 Quadratmeter groß sein, mit einer Galerie, die 200 Männer und ebenso viele Frauen beherbergen konnte. Die Synagoge war mit Gasbeleuchtung ausgestattet, einem dekorativen Kronleuchter und Wandlampen.
Am 26. August 1858 heiratete die Tochter eines der Komiteemitglieder im neu errichteten Gebäude. Es war die erste Hochzeitszeremonie in Warschau, die in einer Synagoge stattfand. Die Trauung wurde in polnischer Sprache von Rabbi Izaak Kramsztyk vollzogen, der dort bis 1863 als ständiger Prediger tätig war.
Im Jahr 1860 beantragte Hilary Nussbaum bei den Behörden einen Zuschuss für die Synagoge in Höhe von 2000 Rupien pro Jahr. Die Synagoge umfasste damals etwa 100 Gläubige. Dem Vorstand der Synagoge gehörten 1875 Samuel Peltyn, der Chefredakteur der Wochenzeitung Izraelita, und Dr. Jakub Rozental, einer der Hauptärzte des Jüdischen Krankenhauses, an. Da es nicht möglich war, jemanden regelmäßig als Rabbiner zu beschäftigen, übernahmen diese Rolle die Studenten des Jüdischen Theologischen Seminars Breslau. In den Jahren 1870–1875 wurden manchmal Predigten von Israel Leib Grosglik gehalten, der 1875 Sekretär der Jüdischen Gemeinde Warschau wurde.
Die Synagoge in der Nalewki-Straße wurde im Register von 1910 unter den neun Synagogen aufgeführt. Im Jahr 1915 wurde sie vom Generalgouverneur von Warschau, Hans von Beseler besucht. Die Synagoge blieb auch in der Zwischenkriegszeit an diesem Ort über ihren Charakter und ihre damaligen Nutzer ist jedoch nichts bekannt.
1940 war die Polnische Synagoge an der Nalewki-Straße Teil des Warschauer Ghettos. An dieser Straße befand sich auch einer der Haupteingänge zum Ghetto. Während dieser Zeit wurden die Räumlichkeiten vor allem als Notunterkunft benutzt. Nach dem Aufstand im Warschauer Ghetto wurde die Synagoge vermutlich im Mai 1943 von der deutschen Besatzungsmacht vollständig zerstört.